# Nehanda Charwe Nyakasikana
Nehanda Charwe Nyakasikana, född 1840, död 1898, var en svikiro (andligt medium och religiös ledare) för Shonafolket  i Zezuru nuvarande Zimbabwe. 
I egenskap av religiös ledare för Shonafolket var hon en av ledarna för revolten Chimurenga mot britterna, som i form av British South Africa Company under Cecil John Rhodes försökte kolonisera Zimbabwe under 1889. Hon och hennes allierade Sekuru Kaguvi tillfångatogs och avrättades av britterna. Hon blev senare en symbol för motståndet mot den brittiska kolonialismen i Zimbabwe.